# Quebrada de Humahuaca

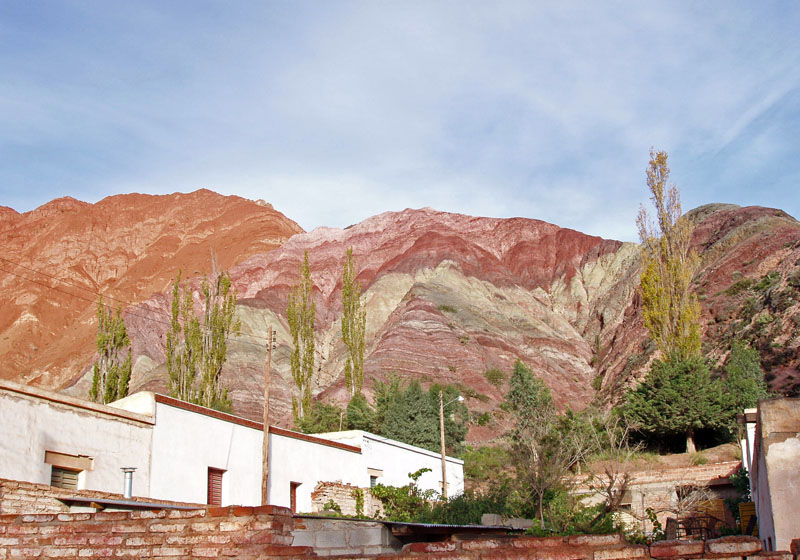
Purmamarca und Cerro de los Siete Colores

Die Quebrada de Humahuaca ist ein etwa 155 Kilometer langes, semiarides Gebirgstal im Nordwesten der Provinz Jujuy in Argentinien. Sie beginnt nahe San Salvador de Jujuy (1259 m) und steigt bis zur Stadt Humahuaca (2950 m) an. Das Tal wird im Westen und Norden vom Hochplateau der Puna und im Osten von den Sierras Subandinas begrenzt.

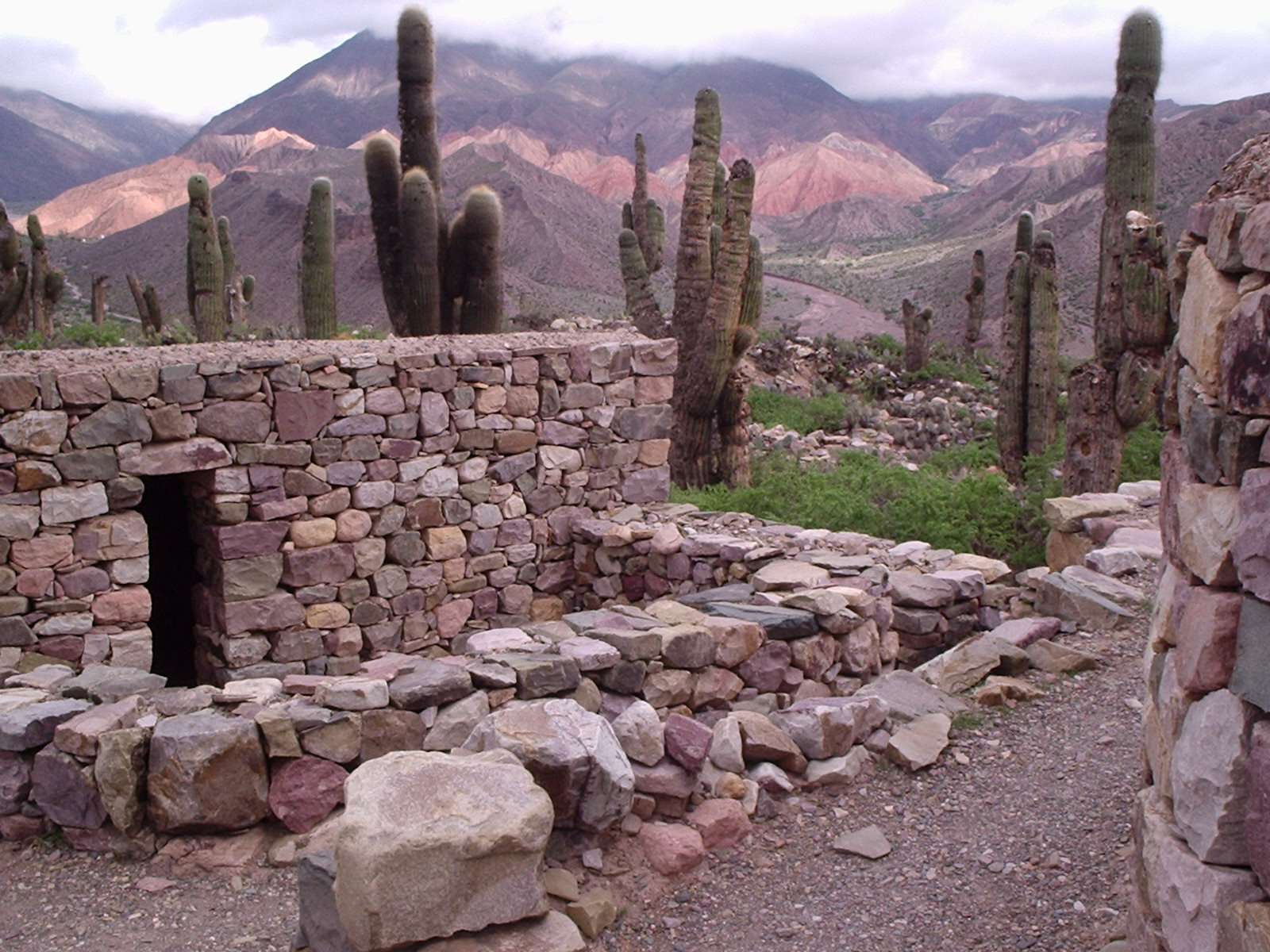
Steinmauern der präkolumbischen Festung Pucará de Tilcara, umgeben von Kandelaberkakteen, mit Blick auf die farbenprächtigen Berge der Quebrada de Humahuaca im Hintergrund.

Die Schlucht wird vom Fluss Río Grande de Jujuy beherrscht, der immer wieder die Straße und die stillgelegte Bahnlinie nach Humahuaca beschädigt. Die Berge beiderseits des Tals sind kahl und weisen kaum Vegetation auf.

## Geschichte
Die Quebrada de Humahuaca war bereits vor über 10.000 Jahren besiedelt und wurde kontinuierlich als Handels- und Kulturroute genutzt. Archäologische und architektonische Stätten belegen die Entwicklung von Jäger- und Sammlergesellschaften (ab ca. 9000 v. Chr.), frühen Ackerbauern, großen präkolumbischen Siedlungen, der Inka-Herrschaft und der Kolonialzeit. In der präkolumbianischen Zeit lebten hier verschiedene indigene Völker, darunter die Omaguaca, die die Festung Pucará de Tilcara errichteten. Während der Kolonialzeit war die Schlucht ein bedeutender Verkehrsweg zwischen dem Vizekönigreich Peru und dem Río de la Plata. Auch in den südamerikanischen Unabhängigkeitskriegen spielte das Tal eine strategische Rolle.

## Flora und Fauna
Die Vegetation der Quebrada de Humahuaca ist spärlich; charakteristisch sind Kandelaberkakteen und verschiedene Sträucher. In der Region leben unter anderem Guanakos, Vikunjas und zahlreiche Vogelarten.

## Tourismus

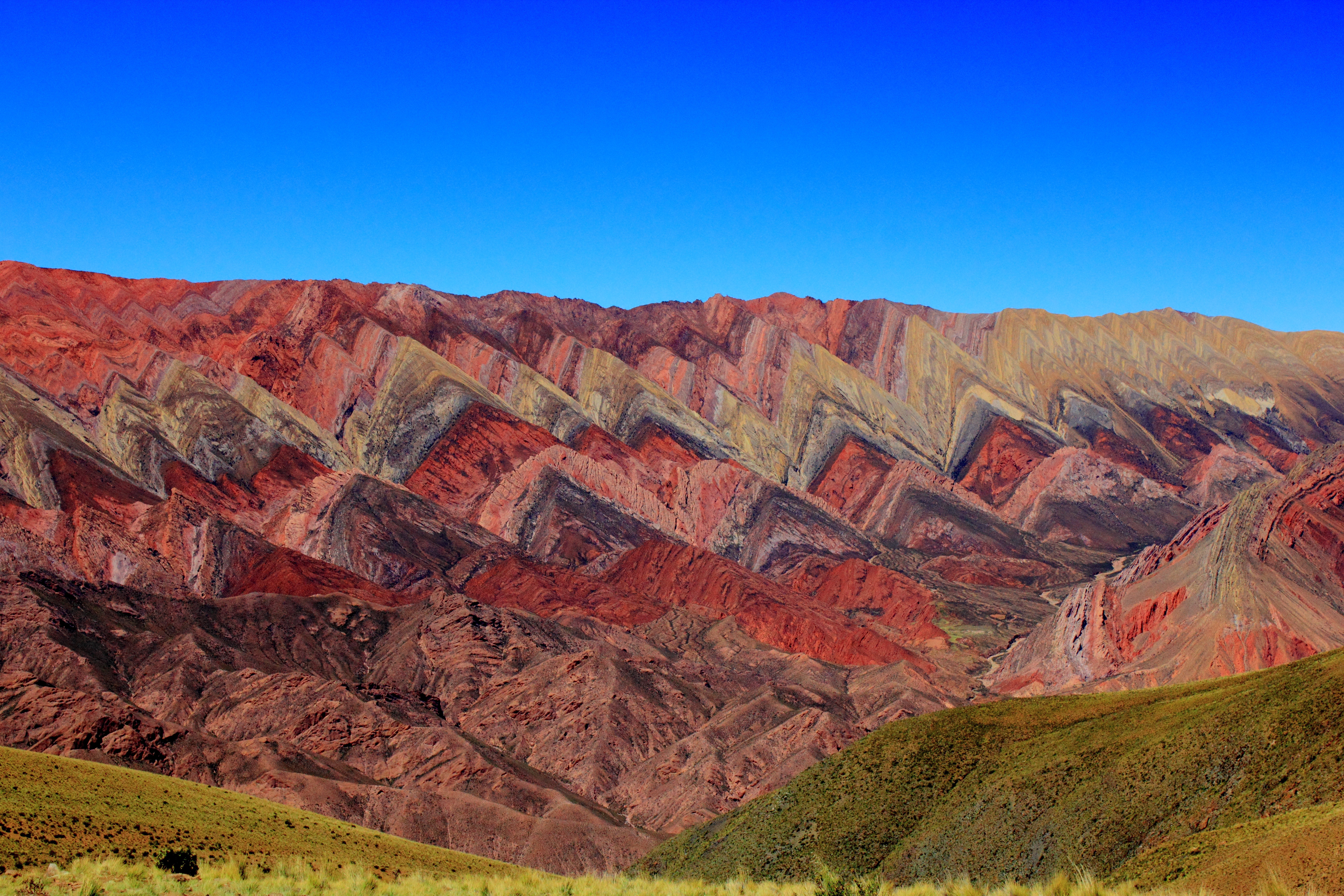
Hornocal

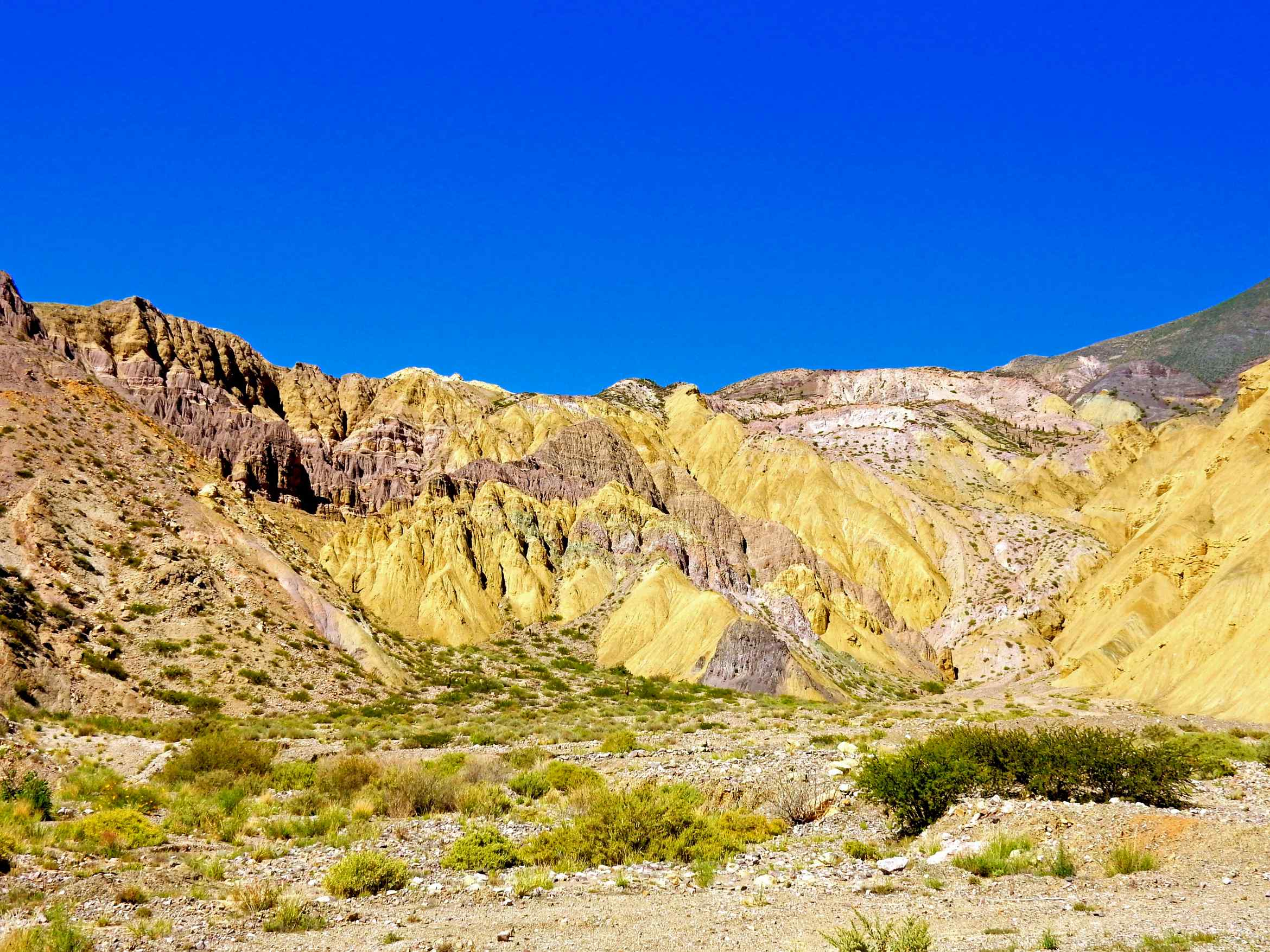
Gelbe Felsformation zwischen Purmamarca und Tilcara.

Bekannte touristische Ziele sind die folgenden Ortschaften:
- Purmamarca, mit dem Cerro de los Siete Colores, dem Berg der sieben Farben
- Posta de Hornillos
- Tilcara, wo sich auf einem Hügel in der Mitte des Tales die rekonstruierte Festung (Pucará) der Omaguaca-Indianer befindet, die als Ureinwohner der Gegend gelten
- Humahuaca, die 1594 gegründete Stadt im Kolonialstil, die der Schlucht ihren Namen gab und auf fast 3000 Metern Höhe liegt

## UNESCO-Welterbe
Die Quebrada de Humahuaca wurde 2003 von der UNESCO als Weltkulturerbe anerkannt. Die Auszeichnung würdigt das Tal als außergewöhnliches Beispiel einer lebendigen Kulturlandschaft mit zahlreichen erhaltenen Zeugnissen verschiedener Kulturen. Die meisten archäologischen und architektonischen Stätten sind gut erhalten und viele traditionelle Nutzungen bestehen bis heute fort.